# Skopinskij rajon
Lo Skopinskij rajon (in russo Скопинский район?) è un rajon dell'Oblast' di Rjazan', nella Russia europea; il capoluogo è Skopin. Istituito nel 1996, ricopre una superficie di 1.736 chilometri quadrati ed ospita una popolazione di circa 27.000 abitanti.